# Jean Antoine Renouvier
Pour les articles homonymes, voir Renouvier.
Jean Antoine Renouvier est un homme politique français, né le 20 janvier 1777 à Loupian (Hérault) et mort le 19 mars 1863 à Montpellier (Hérault).

## Biographie
Avocat, propriétaire, il est adjoint au maire de Montpellier et conseiller de préfecture. Il est député de l'Hérault de 1827 à 1834, siégeant avec les libéraux et soutenant la Monarchie de Juillet. Il est le père du philosophe Charles Renouvier et du député Jules Renouvier.
Il est inhumé au cimetière Saint-Lazare de Montpellier.

## Sources
- « Jean Antoine Renouvier », dans Adolphe Robert et Gaston Cougny, Dictionnaire des parlementaires français, Edgar Bourloton, 1889-1891 [détail de l’édition]